# Parádi Gabriella
Parádi Gabriella (Budapest, 1970. március 20. –) magyar jelmeztervező, illusztrátor, stylist, festőművész.

## Pályája
A Kaffka Margit Gimnázium elvégzése után többször felvételizett a Képző- illetve Iparművészeti Főiskolákra. A sikeretlen felvételik után a Budapesti Divatiskolában, majd a KIT Reklám- és Marketing középfokú képzésén tanult. Ezután különféle divatpályázatokon próbált szerencsét, valamint szabadúszó dekoratőrként tevékenykedett.1991-ben az Air France- Nina Ricci Fiatal Divattervezőknek szánt nemzetközi pályázatán bejutott a párizsi döntőbe, a tíz legjobb magyar divattervező egyikeként. 1991-től folyamatosan publikál divatlapokban, illusztrátorként, és újságíróként egyaránt. A divattervezéstől később a színház és a film világa felé fordult. 1993-ban megismerkedett Vogel Eric-kel, a jelmez- és díszlettervezők doyenjével, aki később utódjának nevezte a tervezőnőt. 1994-től folyamatosan tervez jelmezeket színdarabokhoz és mozifilmekhez, valamint mesteréhez hasonlóan illusztrál és fest is. 2004-től számos videóklip és televíziós produkció stylist-jaként is tevékenykedik. 2011-től divatblogot vezet Pumpkin Paradise Fashion Blog néven.

## Színházi tervezések
- Paprikás Rumli – Galla est (Mikroszkóp Színpad, 2009)
- Mikroszkóp Mulató – Sztanka és Panka (Mikroszkóp Színpad, 20090
- Röhej az egész (Mikroszkóp színpad, 2009)
- Valakit visz a vicc (Mikroszkóp színpad, 2009)
- Akarsz róla beszélni? (Mikroszkóp Színpad, 2009)
- Közkívánatomra – Sas Kabaré (Mikroszkóp Színpad, 2008)
- Ma a tiéd vagyok! – Kapócs Zsóka Karády est (2008)
- Ping -Swing -Eszenyi Enikő est (2002)
- A kutya, akit Bozzi úrnak hívtak (Budapesti Operett Színház, 2001)
- Revue Déja Vue (Budapesti Moulin Rouge, 2000)
- Mindenki mondjon le! (Vidám Színpad, 2001)
- Menyegző – Magyar Fesztivál Balett (1998)
- Csipkerózsika (Józsefvárosi Színház, 1996)
- Arckép – Gergely Róbert show (1995)

## Filmes tervezések
- Casting minden – Rendező: Tímár Péter, 2008
- Tüskevár – Rendező: Balogh György, 2012
- Vacsora (Dinner) – Rendező: Karchi Perlmann, 2008
- Tűztánc 2008 – M1, tévéfilm
- Megy a gőzös – Rendező: Koltay Róbert, 2007
- Egy szoknya, egy nadrág – Rendező: Gyöngyösi Bence, 2005
- Argo – Rendező: Árpa Attila, 2004
- Revue Déja Vue – RTL klub, 2000
- Kérnék egy kocsit – M1, Rendező: Usztics Mátyás
- A rózsa vére – Rendező: Zsigmond Dezső, 1998
- Zimmer Feri – Rendező: Tímár Péter, 1998